# Itaipé
Itaipé este un oraș în Minas Gerais (MG), Brazilia.